# Chevrolet Standard Six
La Chevrolet Standard (Series DC) est une automobile lancée en 1933 par Chevrolet, initialement sous le nom de Chevrolet Mercury, afin de constituer une alternative moins chère à la Chevrolet Series BA Confederate de 1932, qui est devenue l'Eagle en 1933 et la Master à partir de 1934. La annoncée comme la voiture fermée à six cylindres la moins chère du marché.

## Historique

### 1933-1934
La Standard, d'abord nommée Chevrolet Mercury lorsqu'elle apparaît au cours de l'année 1933, est pourvue d'un châssis de 107 pouces d'empattement (plus court que les Chevrolet Eagle puis Master Eagle) et n'offrent la première année que trois carrosseries (berline 2 portes et deux coupés), toutes produites par Fisher Body et comportant une « ventilation sans courant d'air ».

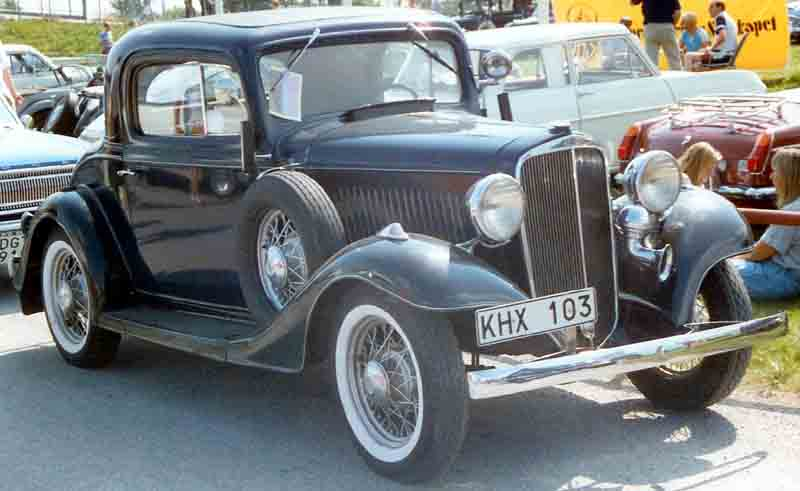
Standard coupé de 1933.

En 1934, les styles berline 4 portes, roadster et phaéton ont été ajoutés au catalogue mais, contrairement aux Chevrolet Master, l'assise du châssis ne grandit pas.

### 1935

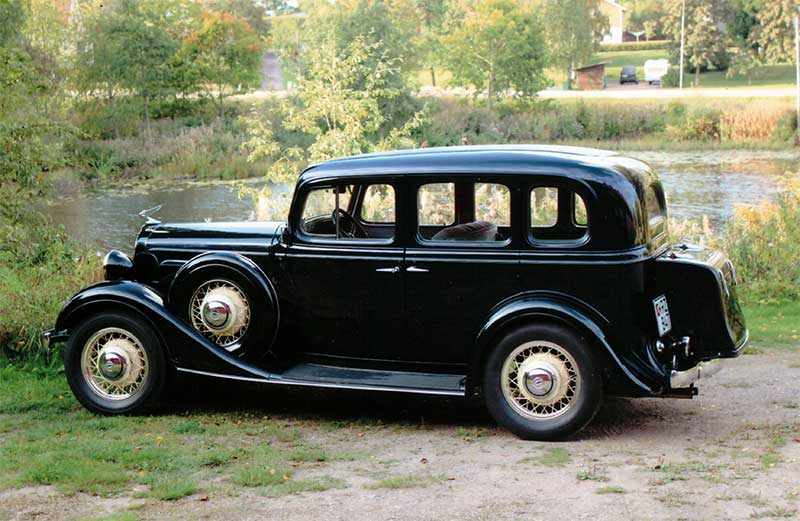
Berline 4 portes de 1935.

En 1935, un plus grand moteur six cylindres de 3 389 cm3 a été offert au lieu des 2 966 cm3, produisant désormais 75 ch (55 kW) à 3 200 tr/min et 203 N m de couple. Une berline de livraison apparaît également au catalogue cette année. Les Chevrolet Master de 1935, renommées Master Deluxe, introduisent une toute nouvelle carrosserie mais, pendant encore un an, les Standard n'en bénéficient pas et conservent celle, plus carrée avec pare-brise en une pièce et toiture à revêtement entoilé. Leur châssis est également inchangé.

### 1936
Pour 1936, la Standard Six est désormais tout-acier comme les Master Deluxe et a reçu un large éventail d'améliorations ainsi un plus large choix de styles de carrosserie, y compris des versions cabriolet et berline sport. Elle a été construite sur un nouveau châssis-poutre (plus léger que celui des Master) avec un empattement de 2 769 mm. Avec une augmentation du taux de compression de 5,6:1 à 6:1, le moteur standard de 3 389 cm3 produit désormais 80 ch (59 kW) à 3 200 tr/min et 212 N m de couple qui était maintenant partagé avec la Master Six. La roue de secours est passée de son emplacement externe sur le coffre arrière à un nouveau compartiment sous le coffre. Les freins étaient à tambours de 27,24 mètres. La carrosserie introduite sur les Master 1935, avec un toit en acier, lui fait prendre 45 kilos sur la balance.

### Remplacement
La Standard Six a été abandonnée en 1937 : la gamme Master ayant été augmentée d'une nouvelle Master bas de gamme, en dessous des Master Deluxe. La lignée des Standard tire donc sa révérence.

## Caractéristiques
La Standard Six / Mercury de 1933 est offerte en trois styles de carrosserie, tous sur un empattement de 2 718 mm : berline deux portes (coach), coupé et coupé avec siège de coffre (avec le même habitacle). Leur moteur est un six cylindres à soupape de 2 970 cm3 produisant 61 ch (45 kW) à 3 000 tr/min et 169 N m de couple donnant à la voiture une vitesse de pointe comprise entre 105 et 113 km/h. Ce moteur était apparu pour la première fois sur les modèles Chevrolet de l'année-modèle 1929. La voiture avait une instrumentation de base avec une horloge, un chauffage et une radio en option. On distingue extérieurement ce modèle le moins cher aux ouïes verticales de son capot ; les Eagle / Master ont trois vantaux rectangulaires, l'empattement de leur châssis s'avère plus long et la plupart des modèles de cette gamme plus luxueuse, dont la berline 4 portes, ne sont pas proposés en 1933.

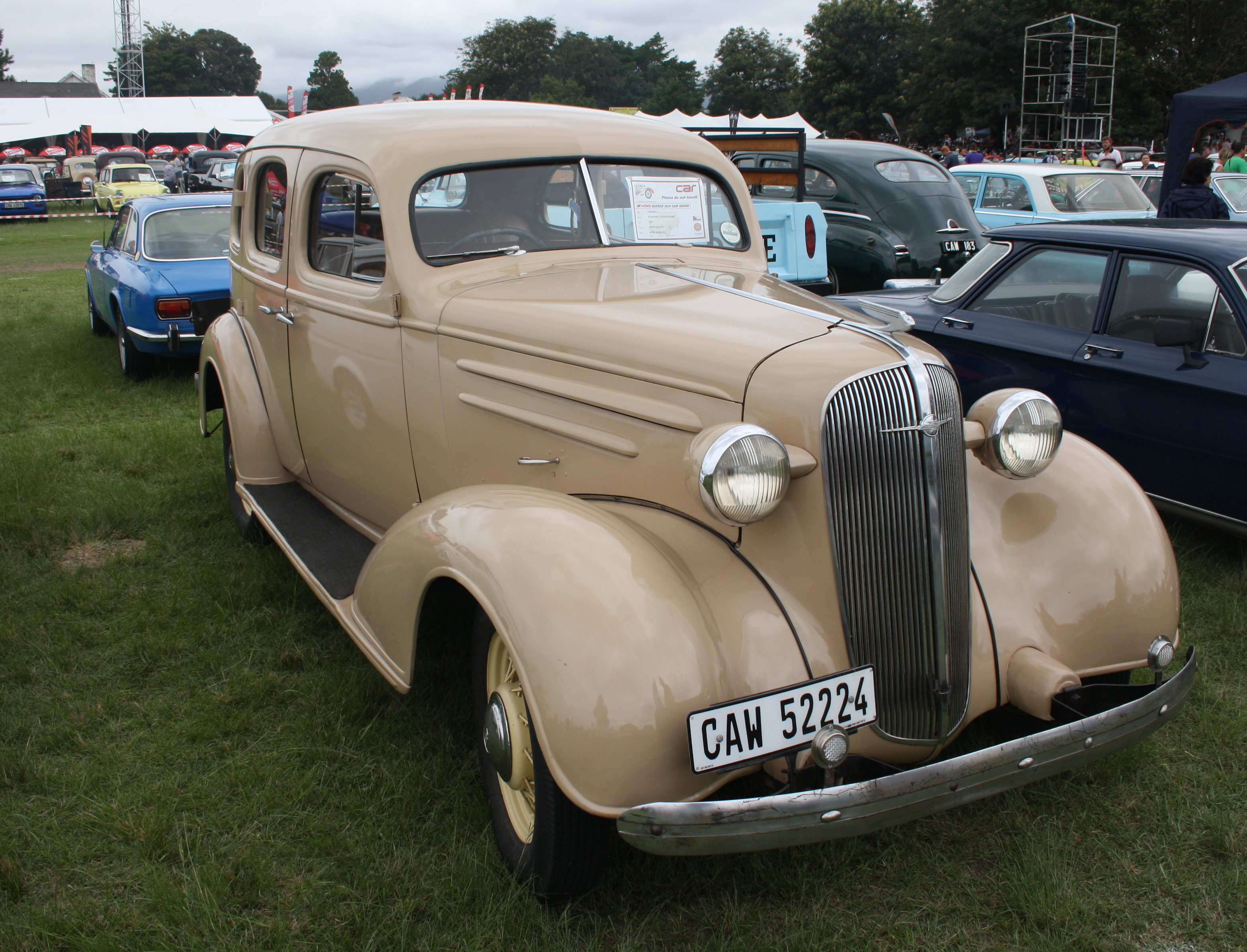
Berline Standard de 1936.

Les modèles de 1934 se reconnaissent aux trois plis horizontaux qui assurent la ventilation du capot (les Master 1934 ont le même arrangement avec un capot plus long). Les standard proposent une calandre plus dépouillée, sans traits chromés verticaux pour recouvrir la grille de section carrée, mais cette calandre chromée est une option choisie pour de nombreuses Standard 1934, en état neuf ou restauré. Malgré un aspect similaire, les Master plus longues n'ont presque aucune pièce de carrosserie en commun.
S'il est impossible de confondre les Chevrolet Standard et Master de 1935, les secondes ayant reçu une carrosserie complètement neuve, les Standard conservent l'aspect général et les dimensions de celles de 1934. Elles se distinguent cependant par leur moteur à six cylindres de 3,389 l de cylindrée capable d'atteindre 75 ch.
La Chevrolet Standard de 1936 se dote finalement de la nouvelle caisse tout acier, plus arrondie, et partage le moteur de 80 ch des Master Deluxe. Le châssis et la longueur hors-tout restent cependant différents avec un empattement de seulement 109 pouces (2 769 mm) contre 113 pour les Master et Master Deluxe.

## Production en Australie
Depuis 1926, General Motors faisait assembler des automobiles en Australie à l'aide de pièces détachées importées ou produites localement, une partie étant vendue en Nouvelle-Zélande. La firme Holden assemblait ainsi des carrosseries d'automobiles Chevrolet comportant des différences par rapport aux modèles américains. La partie avant et la motorisation étaient toujours identiques à leurs équivalentes US.
Après l'arrêt des Standard en 1936, la production des Chevrolet Master y est poursuivie et les modèles spécifiquement australiens se multiplient. Il faudra attendre 1948 pour que Holden mette sur le marché la Holden FX, premier modèle à porter le nom de la marque et à se placer en dessous des modèles américains encore assemblés en Australie en termes de dimensions.

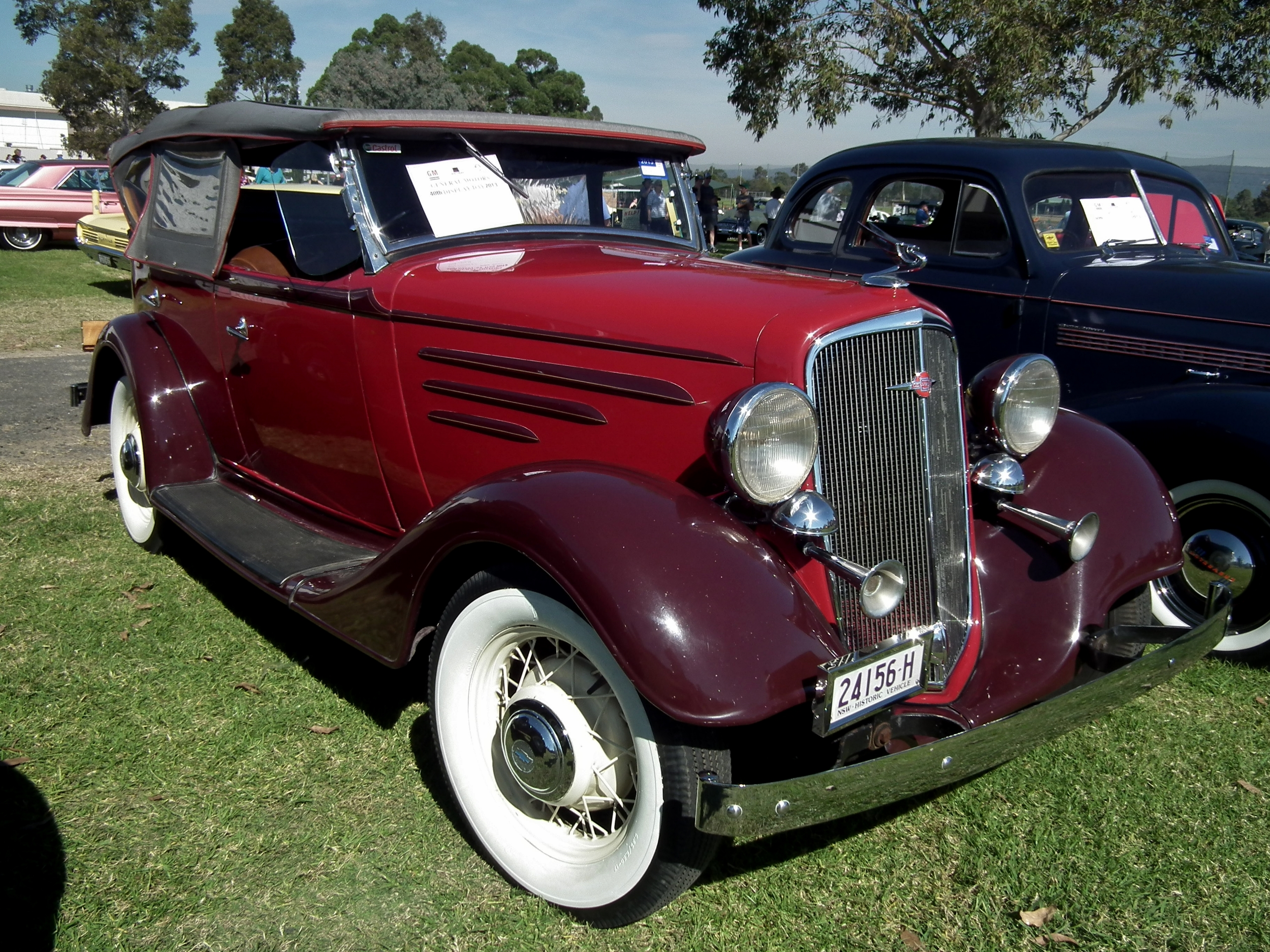
Phaéton 4 portes "tourer" de 1934.
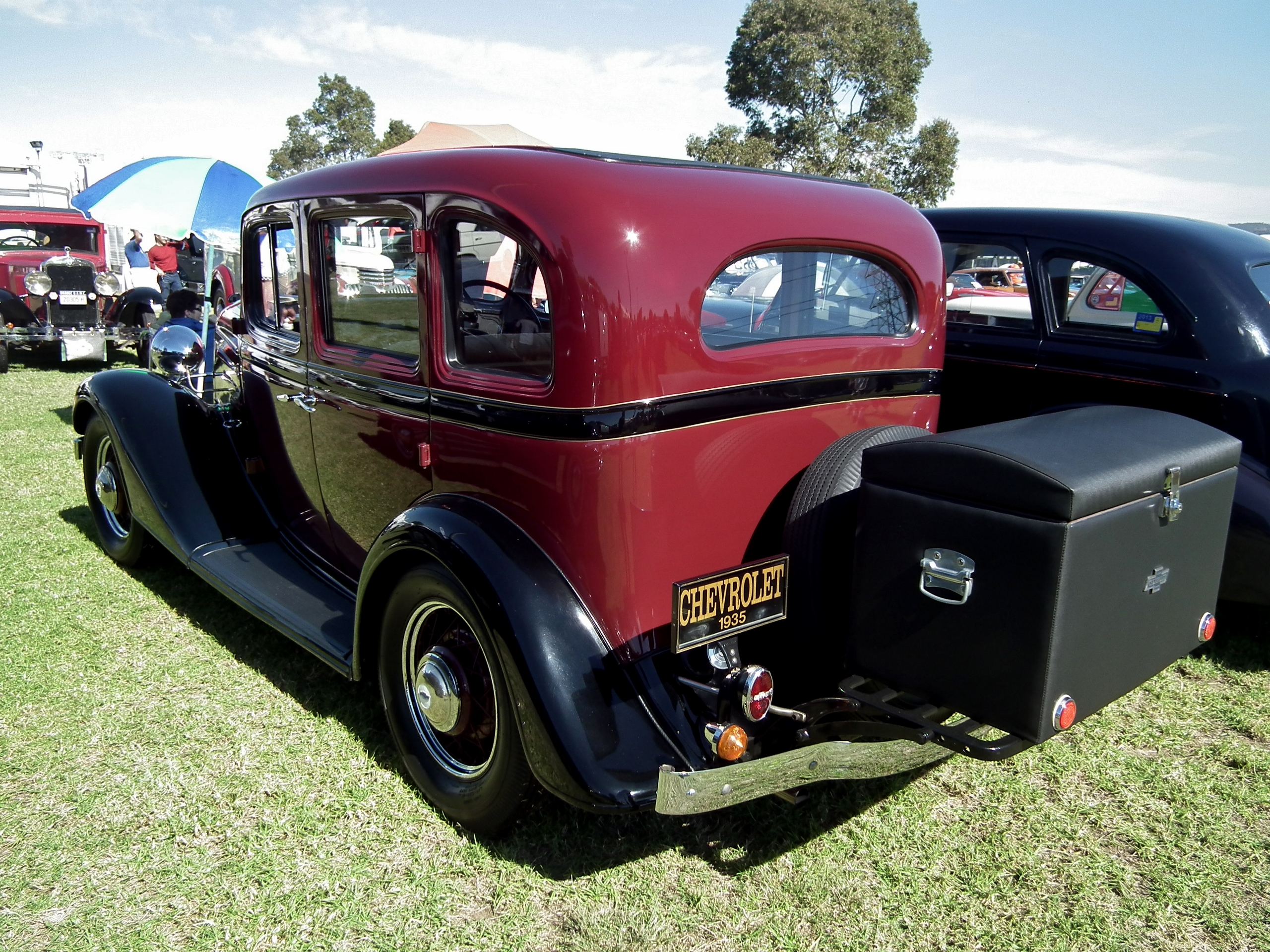
Berline Standard (EC) de 1935.
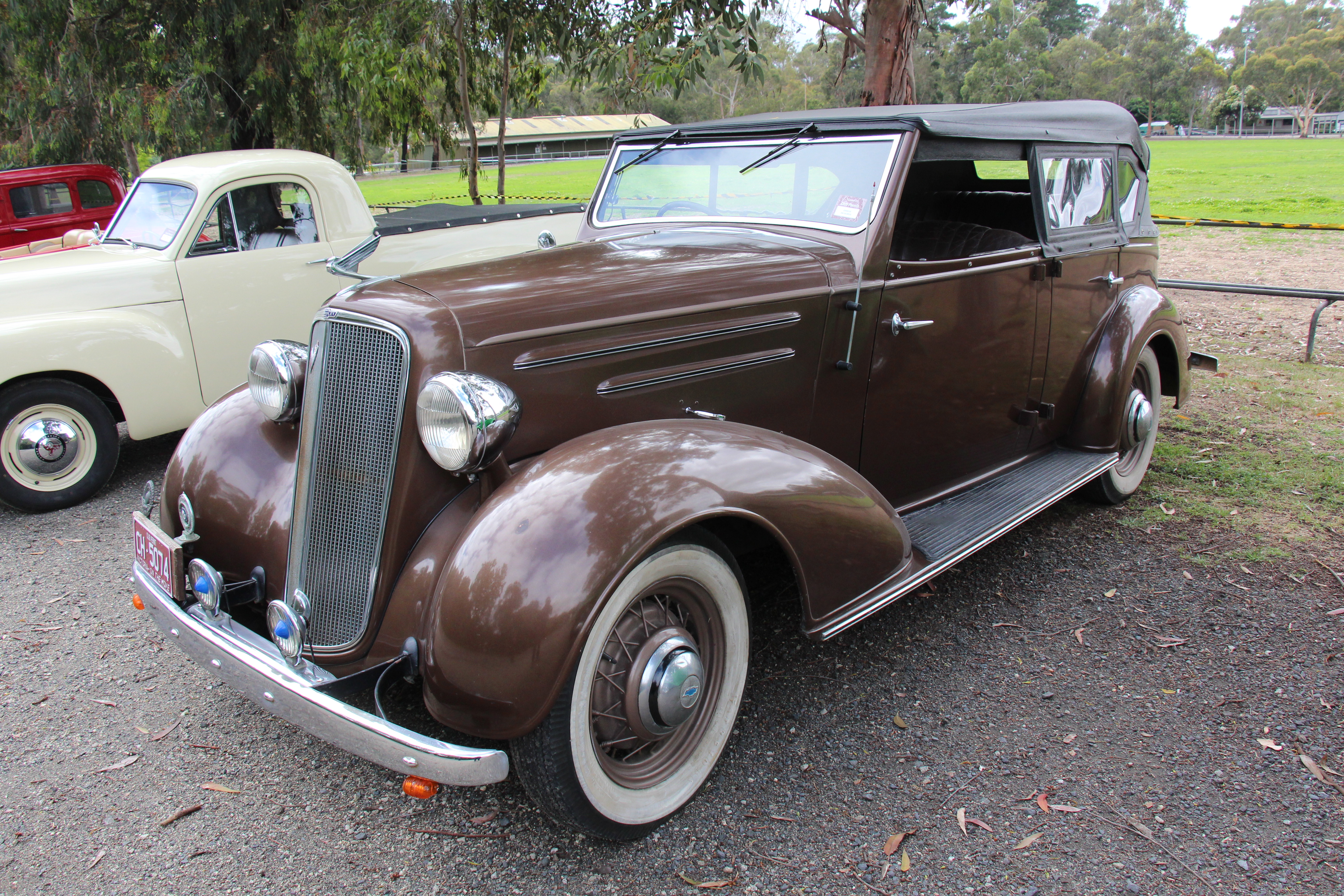
Phaéton 4 portes "tourer" de 1935.
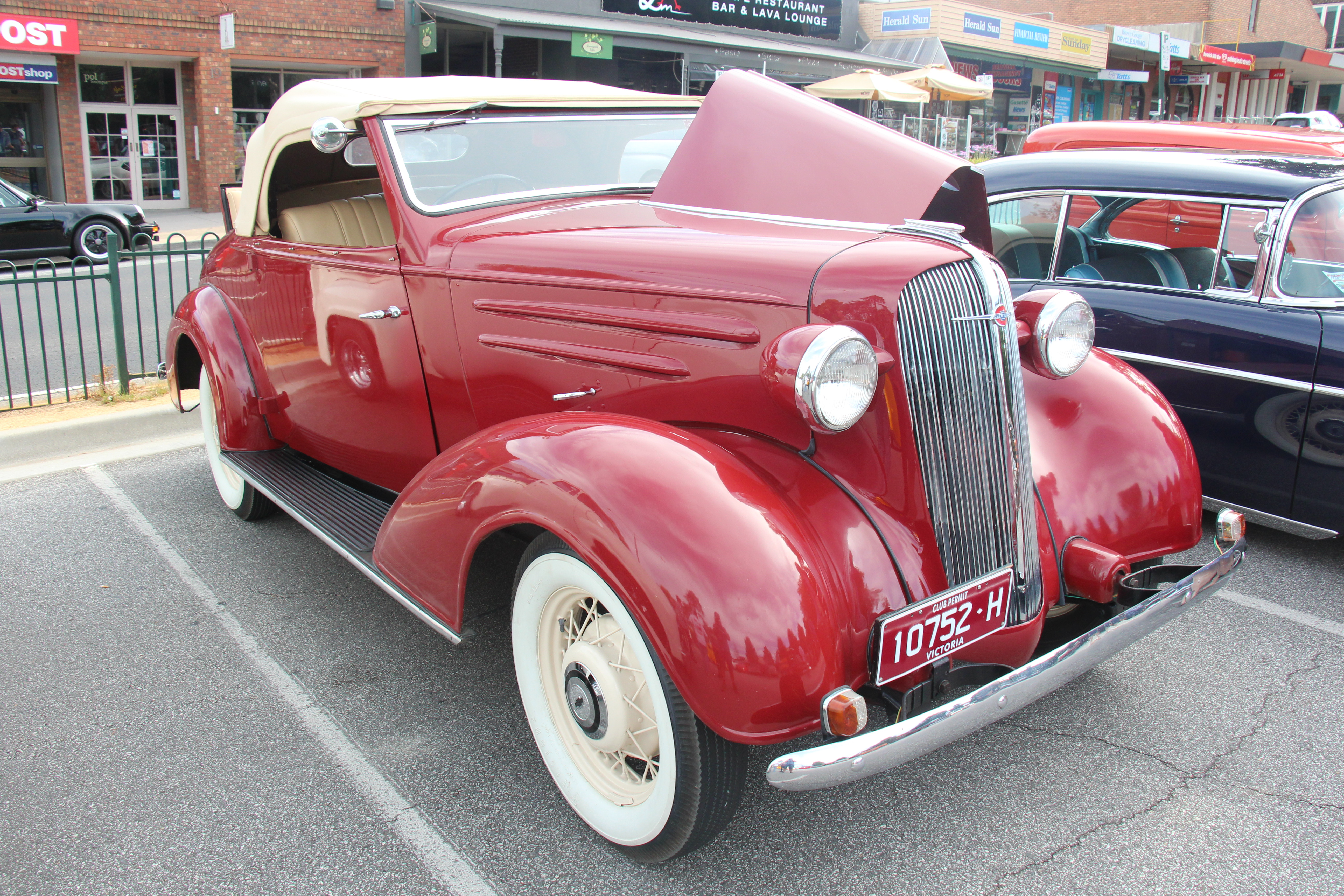
Cabriolet 1936.
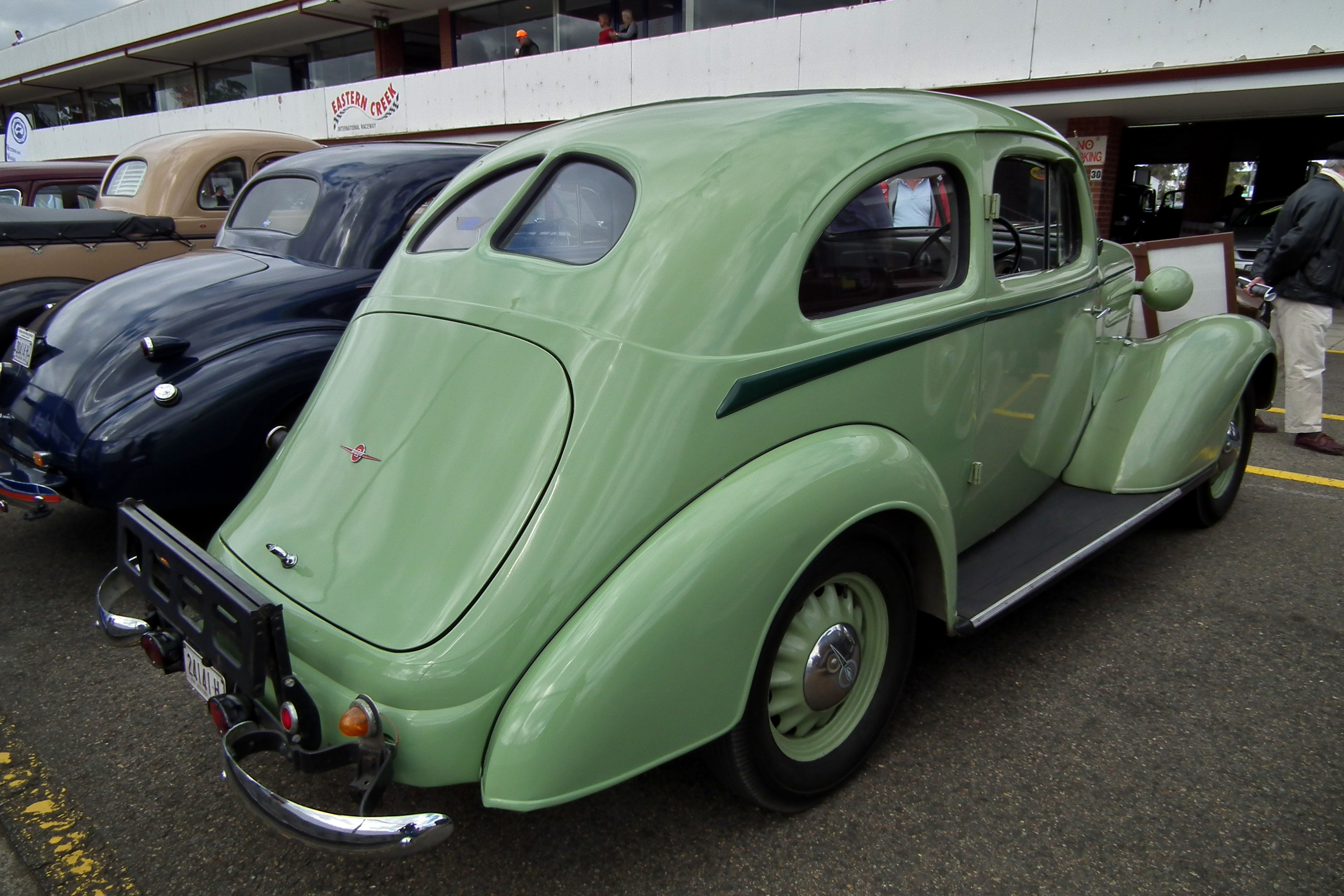
Sloper aérodynamique introduit en 1933.